# Dierama tysonii
Dierama tysonii är en irisväxtart som beskrevs av Nicholas Edward Brown. Dierama tysonii ingår i släktet Dierama och familjen irisväxter. Inga underarter finns listade i Catalogue of Life.